# Río Serranoyacu
Der Río Serranoyacu ist ein 27 km langer rechter Nebenfluss des Río Mayo in der Provinz Rioja in der Region San Martín im zentralen Norden Perus.

## Flusslauf
Der Río Serranoyacu entspringt in einem Höhenkamm im Nordwesten des Distrikts Pardo Miguel. Das Quellgebiet befindet sich an der Ostflanke des Cerro Patricia auf einer Höhe von etwa 2330 m. Der Río Serranoyacu fließt anfangs 9 km in nordnordwestlicher Richtung und biegt südlich des Bergpasses Abra Patricia nach Osten ab. Bei Flusskilometer 9 kreuzt die Nationalstraße 5N (Bagua Grande–Moyobamba) den Flusslauf. 6,5 km oberhalb der Mündung trifft der Río Aguas Verdes von Süden kommend auf den Río Serranoyacu. Dieser erreicht die Beckenlandschaft am oberen Río Mayo, passiert noch bei Flusskilometer 4 die unweit des Südufers gelegene Ortschaft Agues Verdes und mündet schließlich auf einer Höhe von etwa 970 m in den Oberlauf des Río Mayo.

## Einzugsgebiet
Das Einzugsgebiet des Río Serranoyacu umfasst eine Fläche von etwa 300 km². Es erstreckt sich über den zentralen Westen des Distrikts Pardo Miguel und befindet sich größtenteils im Waldschutzgebiet Bosque de Protección Alto Mayo. Das Einzugsgebiet des Río Serranoyacu grenzt im Norden an das des oberstrom gelegenen Río Mayo, im Westen und im Südwesten an die der Flüsse Río Nieva und Río Imaza sowie im Südosten an das des Río Naranjos.